# 砧骨

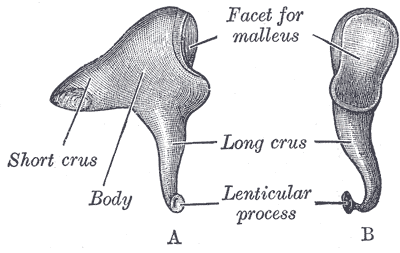
左の砧骨。A. 内部から B. 正面から

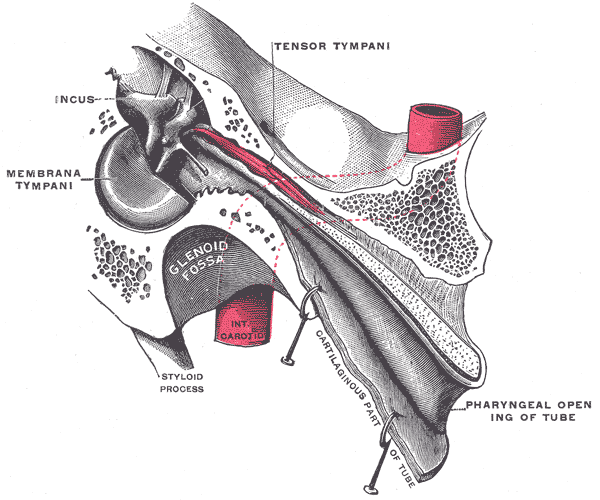
長軸で切断して開いた耳管

砧骨（きぬたこつ、incus）は、中耳にある骨。砧の形をしており、中耳にある3つの耳小骨のうちの1つである。横方向に接続されている槌骨から振動を受け取り、内側で鐙骨に伝達する。ラテン語: Incus はその形が金床に似ていることからそう呼ばれ、金床を意味するanvilとも呼ばれる。

## 構造
砧骨は中耳にある3つの耳小骨のうちの2番目の骨であり、音を伝える働きをする。その形は金床に似ており、骨体から伸びる短脚と長脚の十字があり、これは槌骨とつながる:862。短脚は砧骨の後靭帯に付着し、長脚は豆状突起である鐙骨とつながる。
砧骨の上靭帯は、骨体で鼓室の屋根に付着する。

## 機能
中耳の振動は、鼓膜を介して受け取られる。鼓膜の上にある槌骨は振動を砧骨に伝達し、続いて鐙骨に振動が伝わる:862。

## 歴史
Incusは金床を意味するラテン語である。複数の資料によると砧骨の発見者は解剖学者・哲学者のAlessandro Achilliniとされている。砧骨について初めて書かれているのはBerengario da Carpiの Commentaria super anatomia Mundini (1521)である。アンドレアス・ヴェサリウスは『ファブリカ』の中で初めて耳小骨の2番目の骨を金床にたとえ、incusという名前を命名した。長脚の最後の部分は、1615年にPieter Paawにより「4番目の耳小骨」と表現されたことがある。

## 図

耳小骨
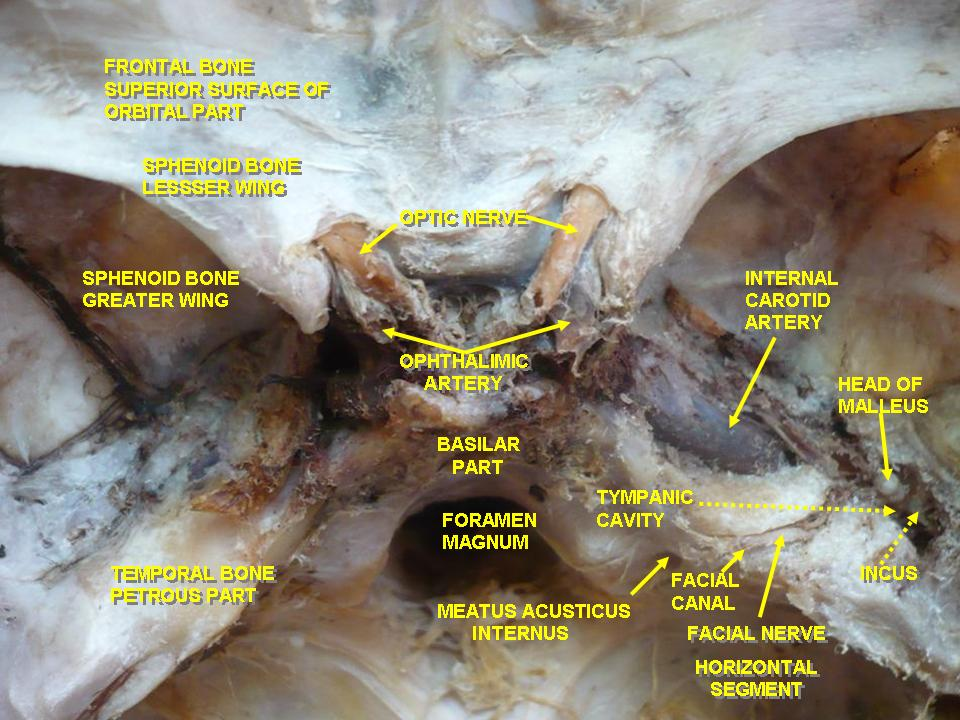
鼓室、顔面神経管、内頸動脈
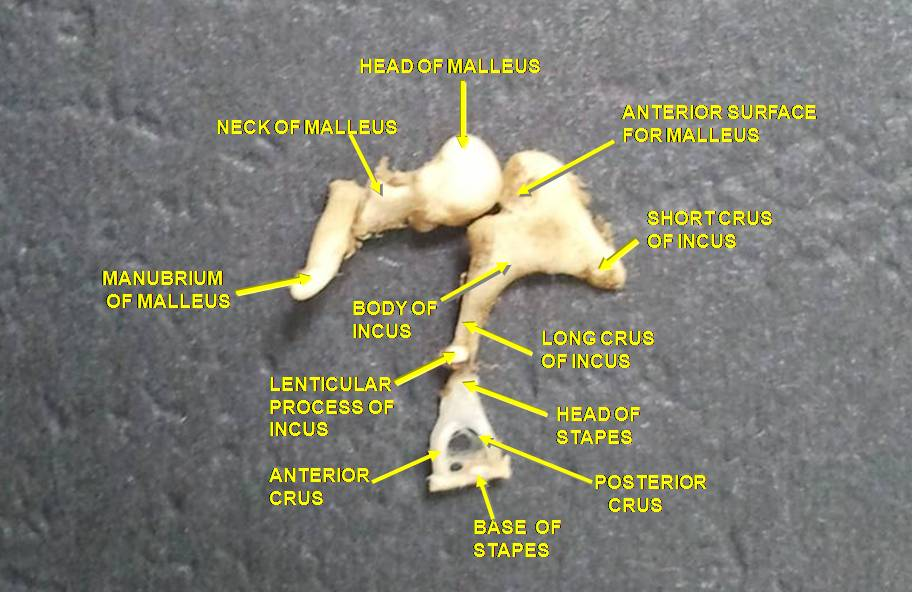
耳小骨、鼓室
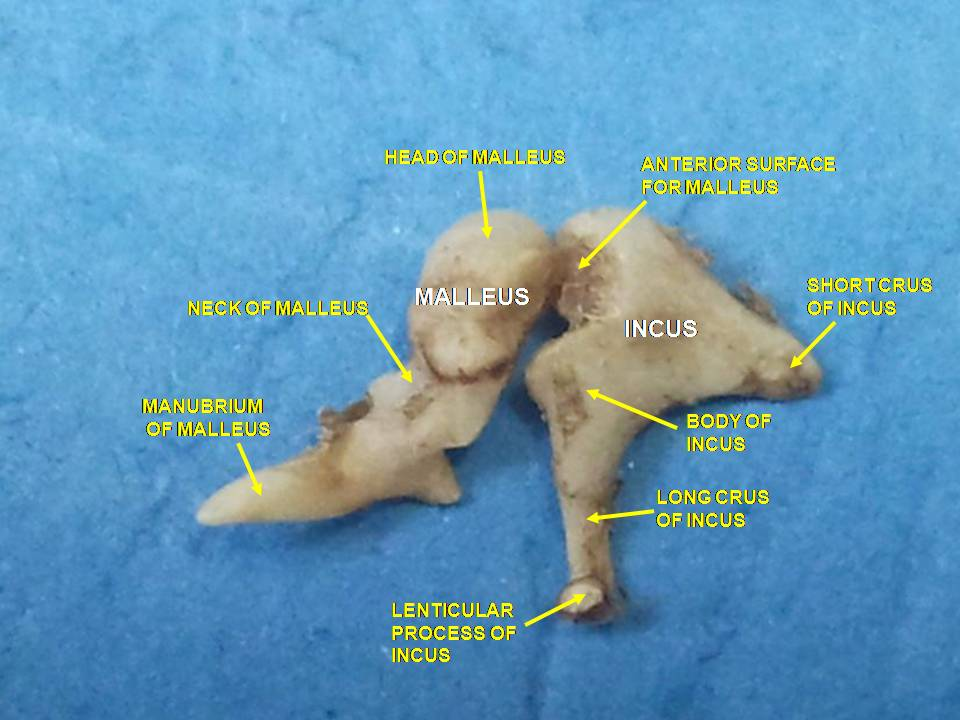
耳小骨、砧骨と槌骨